# 再分極

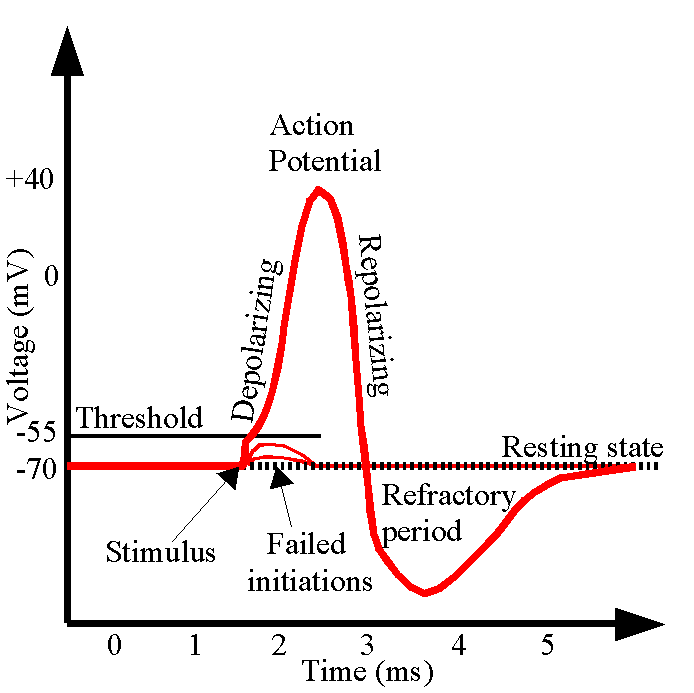
活動電位の概略図。再分極は、活動電位のピーク直後、細胞からK^{+}イオンが急速に流出したときに起こる。

神経科学では、再分極（さいぶんきょく、英: repolarization）とは、細胞の活動電位の変化で、膜電位が正の値に変化する脱分極期に続いて、膜電位が負の値に戻ることをいう。再分極期では通常、膜電位は静止膜電位に戻る。カリウムイオン（K+）の流出は、活動電位の下降を引き起こす。このイオンは、K+チャネル細孔の選択フィルターを通過する。
再分極は通常、正に帯電したK+イオンが細胞外へ移動することによって起こる。活動電位の再分極期では、最初に過分極（英: hyperpolarization）が起こり、静止電位よりも高い負電位である後過分極（英: afterhyperpolarization）と呼ばれる膜電位に達する。再分極には通常、数ミリ秒を要する。
再分極は活動電位の段階の一つで、電気化学的勾配に沿ったカリウム（K+）イオンの流出により、細胞の膜電位が低下する。この段階は、細胞が脱分極によって最高電圧に達した後に起こる。再分極の後、細胞は静止膜電位（神経細胞では-70 mV）に達すると過分極する。細胞内外のナトリウムイオン（Na+）とカリウムイオンは、ナトリウム-カリウムポンプによって移動し、電気化学的平衡が達成されないようにして、細胞が静止膜電位の状態を維持できるようにしている。活動電位のグラフでは、過分極部分は静止膜電位の横線よりも低い、下向きのくぼみのように見える。この後過分極（英: afterhyperpolarization）では、再分極に関連する主要なK+チャネルである電位依存性K+遅延整流チャネルの不活性化が遅いため、細胞は静止時よりも負電位（約-80 mV）にある。このような低電圧では、すべての電位依存性K+チャネルが閉じ、細胞は数ミリ秒以内に静止電位に戻る。再分極中の細胞は、絶対不応期（英: absolute refractory period）にあると呼ばれる。再分極に寄与する他の電位依存性K+チャネルには、A型チャネルおよびCa2+活性化K+チャネルがある。タンパク質輸送分子は、Na+を細胞外へ排出し、K+を細胞内へ輸送することで、元の静止イオン濃度に戻す役割を担っている。

## 正常な再分極からの逸脱
再分極の阻害は、電位依存性K+チャネルの修飾によって生じることがある。このことは、拮抗薬テトラエチルアンモニウム（TEA）を使用して、電位依存性K+チャネルを選択的に遮断することで証明された。チャネルを遮断することにより、再分極は効果的に停止する。また、デンドロトキシンも、電位依存性K+チャネルの選択的薬理学的遮断剤の一例である。再分極が起こらないということは、神経細胞が高電圧にとどまり、脱分極して発火を維持するのに十分な内向きNa+電流がないところまでナトリウムチャネルの不活性化を遅らせるということである。

## 電位依存性K+チャネルの機構
電位依存性K+チャネルの構造は、脂質二重層に沿って6個の膜貫通ヘリックスが並ぶ。このチャネルの電圧に対する選択性は、これらの膜貫通ドメインのうち4個（S1-S4）、すなわち電圧感知ドメインによって媒介される。他の2つのドメイン（S5、S6）は、イオンが通過する細孔を形成している。電位依存性K+チャネルの活性化と不活性化は、電圧感知ドメインの立体構造変化によって引き起こされる。具体的には、S4ドメインは、細孔を活性化したり不活性化するように移動する。活性化の間、S4が外向きに移動し、電圧感知ドメインと細孔の結合をより密着させる。不活性化では、S4が内向きに移動する。
脱分極から再分極への切り替えは、電位依存性K+チャネルと電位依存性Na+チャネルの両方の速度論的機構に依存している。電位依存性のNa+チャネルもK+チャネルも、ほぼ同じ電圧（-50 mV）で活性化するが、Na+チャネルの方が反応速度が速く、活性化／不活性化がはるかに迅速である。Na+イオンの流入が減少し（チャネルが不活性化され）、K+イオンの流出が増加（チャネルが開く）するにつれて、再分極が起こる。ナトリウムイオンのコンダクタンスが減少し、カリウムイオンのコンダクタンスが増加すると、細胞の膜電位は急速に静止膜電位に戻り、静止膜電位を超えた後、カリウムチャネルはゆっくりと閉じ、より多くのカリウムが流れ込むようになるため、過分極が起こる。

## 再分極におけるK+チャネルの役割
電位依存性Na+チャネルを介したNa+の流入によって特徴的に生じる活動電位に続いて、Na+チャネルが不活性化される一方で、K+チャネルが活性化される再分極期間が存在する。K+チャネルに対するさらなる研究によって、静止電位を再確立するために細胞膜の再分極に影響を与える4つの種類があることがわかった。その4種類はそれぞれ、Kv1、Kv2、Kv3、およびKv4である。Kv1チャネルは主に軸索の再分極に影響を与える。Kv2チャネルは活性化が遅い特徴がある。Kv4チャネルは急速に活性化される特徴がある。Kv2チャネルとKv4チャネルが遮断されると、活動電位は予想通り拡大する。Kv3チャネルはより高い正の膜電位で開口し、他のKvチャネルよりも10倍速く不活性化する。これらの特性により、哺乳類の神経細胞が必要とする高頻度の発火が可能になる。Kv3チャネルが密集している領域には、新皮質、基底核、脳幹、海馬があり、これらの領域では急速な再分極を必要とするマイクロ秒の活動電位が作り出される。
げっ歯類の神経細胞を用いた電位固定実験から得られたデータを利用すると、Kv4チャネルは、神経細胞の脱分極期間後の一次性再分極コンダクタンスと関連付けられる。Kv4チャネルが遮断されると、活動電位はより広くなり、その結果、再分極期間が長くなり、神経細胞が再び発火できるようになるのを遅らせる。再分極の速度は、細胞内に流入するCa2+イオンの量を厳密に調節している。再分極期間が長くなり、大量のCa2+イオンが細胞内に入ると、神経細胞は死滅し、脳卒中や発作の発症につながる可能性がある。
Kv1チャネルは、錐体神経細胞の再分極に寄与していることが分かっており、おそらくKv4チャネルのアップレギュレーションと関連している。Kv2チャネルを遮断しても神経細胞の再分極速度に変化が生じなかったため、Kv2チャネルの再分極速度に対する寄与は見いだせなかった。

## 心房細胞の再分極
ヒト心房の再分極を仲介するもう一種類のK+チャネルはSKチャネルで、これはCa2+濃度の上昇によって活性化されるK+チャネルである。SKチャネルとは、小コンダクタンスカルシウム活性化カリウムチャネル（英: small conductance calcium-activated potassium channel）の略で、心臓に存在している。SKチャネルは心臓の右心房で特異的に作用するが、ヒト心臓の心室では機能的に重要であることは分かっていない。このチャネルは、再分極時だけでなく、電位が過分極を起こす心房拡張期にも活性を示す。具体的には、Ca2+がカルモジュリン（CaM）に結合するとこれらのチャネルは活性化され、それはCaMのN-lobeがチャネルのS4/S5リンカーと相互作用して立体構造変化を誘発することで起こる。これらのK+チャネルが活性化されると、活動電位のピーク時にK+イオンが細胞外に流出し、細胞へのCa2+イオンの流入を超えてK+イオンが継続的に流出するため、細胞が再分極する。

## 心室再分極
ヒト心室では、再分極は心電図（ECG）上で、J波（オズボーン波）、ST部分（STセグメント）、T波、U波を介して見ることができる。心臓は複雑で、特に3層の細胞（心内膜、心筋、心外膜）を含んでいることから、再分極に影響する多くの生理学的変化があり、それはこれらの波形にも影響を及ぼす。再分極に影響を与える心臓の構造の変化に加えて、同じような効果を持つ薬物も数多く存在している。
その上、再分極は、初期活動電位の位置と持続時間によっても変化する。心外膜を刺激した活動電位では、正常な直立T波を得るには活動電位の持続時間が40-60 msecを要するのに対し、20-40 msecでは等電位波となり、20 msec未満であれば陰性T波となることがわかった。
早期再分極（英: early repolarization）は、心室細胞の心電図記録において、J波としても知られるST部分の上昇が見られる現象である。J波は（心内膜と比べて）心外膜で大きな外向きの電流が流れると顕著に現れる。かつては、J波は心臓リズムの正常な変化と考えられてきたが、最近の研究では心停止リスクの増加に関係していることが示されている。早期再分極は主に男性に起こり、テストステロンというホルモンの影響でカリウム電流が増加することと関連している。さらに、リスクは不明だが、アフリカ系アメリカ人は早期再分極を起こしやすいようである。

## 早期再分極症候群
前述のように、早期再分極は心電図上で上昇波の部位として現れることが知られている。最近の研究では、早期再分極と心臓突然死との関連が示されており、これは早期再分極症候群（英: early repolarization syndrome）として特定されている。この病気は、心電図上で早期脱分極パターンが認められるだけでなく、他の心臓構造上の欠陥のない心室細動でも認められる。
早期再分極症候群の主な原因は、遺伝的要因の可能性があるイオンチャネルの電気伝導の機能不全にある。この症候群における機能不全には、ナトリウム、カリウム、カルシウム電流の変動が含まれる。これらの電流の変動は、活動電位の異なる位相を同時に受けている心筋領域の重畳をもたらし、心室細動や不整脈のリスクにつながる可能性がある。
心電図上の早期再分極は、生命を脅かすような医療上の緊急事態を示すものではないため、診断されたとしても、ほとんどの人は直ちに介入治療する必要はない。健康な人の3-13%に、心電図上の早期再分極が認められる。しかし、早期再分極症候群の出来事（心臓突然死の経験）を乗り越えた後に、早期再分極を認めた患者には、植込み型除細動器（ICD）の使用が強く推奨される。さらに、早期再分極症候群を患い、年齢が60歳未満の患者は、心房細動を起こしやすい。

## 閉塞性睡眠時無呼吸を伴う心臓再分極障害
閉塞性睡眠時無呼吸（英: obstructive sleep apnea、OSA）に罹患している患者は、心臓の再分極障害がある可能性があり、このことが罹患率と死亡率を大幅に増加させる。特に高地では、患者は再分極障害を起こしやすい。これは、アセタゾラミドなどの薬剤を使用することである程度は緩和されるが、薬剤による保護は十分ではない。アセタゾラミドや類似の薬物は、高地にいる患者の酸素化や睡眠時無呼吸を改善できることが知られているが、その効果は高地への一時的な旅行においてのみ観察されており、高地に長く滞在する人には観察されていない。